# Rete filoviaria di Como
La rete filoviaria di Como fu in esercizio nella città lariana dal 1938 al 1978.

Subentrata alla rete tranviaria cittadina, era costituita di 2 linee urbane e 2 linee extraurbane (per Cantù e per Cernobbio-Maslianico).

## Storia
In seguito all'obsolescenza degli impianti tranviari della città di Como, la società esercente (Società Trazione Elettrica Comense Alessandro Volta, in breve STECAV) iniziò dal 1935 a progettare la sostituzione delle tranvie con una rete di filovie, analogamente ad altre città italiane.
L'esercizio filoviario ebbe inizio il 18 agosto 1938 con l'inaugurazione della filovia extraurbana piazza Cavour-Cernobbio-Maslianico, in sostituzione della vecchia tranvia; dopo qualche mese venne attivata anche la linea per Ponte Chiasso.
Dopo la seconda guerra mondiale, nel 1947 si attivò la linea piazza Cavour-Camerlata, nel 1951 l'extraurbana Camerlata-Cantù, sostitutiva della tranvia Como-Cantù-Asnago, e nel 1952 la linea urbana staz. San Giovanni-piazza Cavour-San Martino, ponendo fine all'esercizio tranviario urbano.
Le due tranvie interurbane superstiti (per Appiano Gentile e per Erba) cessarono l'esercizio nel 1955, sostituite da autobus; nello stesso anno fu attivato l'ultimo prolungamento filoviario, da Camerlata a Breccia.
A partire dagli anni sessanta, le estensioni della rete furono servite da autobus; così la linea staz. San Giovanni-San Martino venne trasformata in autolinea nel 1964, e la tratta Camerlata-Breccia nel 1971.
Nel 1974 il trasporto urbano passò dalla STECAV all'Azienda Comasca Trasporti (ACT), municipalizzata, che trasformò in autolinea l'ultima linea urbana, la Ponte Chiasso-Camerlata.
Rimasero alla STECAV le filovie extraurbane per Cernobbio-Maslianico e per Cantù; la prima fu trasformata in autolinea nel 1976, con il passaggio all'ACT, la seconda nel 1978, con il passaggio al Consorzio Provinciale Trasporti (CPT).

## Linee
Alla massima estensione (dal 1955 al 1964) la rete era costituita di 2 linee urbane e 2 suburbane.

Curiosamente, le linee non erano numerate.
- staz. San Giovanni - piazza Cavour - staz. FNM - San Martino
- Ponte Chiasso - villa Salazar - piazza Cavour - Camerlata - Breccia
- piazza Cavour - villa Salazar - Cernobbio - Maslianico (extraurbana)
- piazza Cavour - Camerlata - Albate - Cantù (extraurbana)

## Mezzi
| Numeri sociali | Costruzione | Radiazione | Telaio                 | Carrozzeria    | Equipaggiamento elettrico | Note                                                                |
| -------------- | ----------- | ---------- | ---------------------- | -------------- | ------------------------- | ------------------------------------------------------------------- |
| 1-8            | 1938        | 1970-1974  | Isotta Fraschini TS 40 | Stanga         | TIBB                      | I mezzi 1, 2, 3, 4, 5 e 7 furono ricarrozzati dalla Macchi nel 1961 |
| 11-18          | 1944-1947   | 1976       | Alfa Romeo 800AF       | Garavini       | Marelli                   |                                                                     |
| 31-34          | 1947-1948   | 1971       | Isotta Fraschini       | Caproni        | TIBB                      |                                                                     |
| 81-82          | 1951        | 1978       | Alfa Romeo 140AF       | SIAI-Marchetti | Marelli                   |                                                                     |
| 83-86          | 1951-1954   | 1978       | Alfa Romeo 140AF       | Macchi         | Marelli                   |                                                                     |
| 87-88          | 1955        | 1978       | Alfa Romeo 140AF       | Pistoiesi      | Marelli                   |                                                                     |
| 89-90          | 1956        | 1978       | Alfa Romeo 140AF       | Macchi         | TIBB                      |                                                                     |
| 91-94          | 1951        | 1978       | Fiat 668F/111          | Stanga         | TIBB                      |                                                                     |